# Бурченко Дмитро Тимофійович
Дмитро Тимофійович Бурченко (нар. 15 травня 1904, містечко Новгородка, тепер смт. Новгородківського району Кіровоградської області — 19 вересня 1987, місто Київ) — український радянський партійний діяч, секретар Вінницького підпільного обкому КП(б)У, комісар Вінницького партизанського з'єднання, голова Вінницького облвиконкому. Депутат Верховної Ради СРСР 2-го скликання.

## Біографія
Народився в родині робітника. Трудову діяльність розпочав наймитом у заможних селян. Працював у ремонтних майстернях. У 1920 році вступив до комсомолу, перебував на комсомольській роботі.
Член ВКП(б) з 1926 року.
У 1927 році закінчив Одеську радянську партійну школу. Працював пропагандистом районного комітету КП(б)У. Служив у Червоній армії.
У 1929—1933 роках — студент і секретар партійного комітету Ленінградського комуністичного університету імені Крупської.
З 1933 року працював начальником політичного відділу радгоспу, 1-м секретарем Літинського районного комітету КП(б)У Вінницької області.
29 травня 1938 — травень 1939 року — 3-й секретар Вінницького обласного комітету КП(б)У.
У травні 1939 — лютому 1940 року — секретар Вінницького обласного комітету КП(б)У із кадрів.
У лютому 1940 — липні 1941 року — 2-й секретар Вінницького обласного комітету КП(б)У.
У 1941—1942 роках — заступник начальника Політичного управління Народного комісаріату радгоспів Російської РРФСР.
Учасник німецько-радянської війни. У листопаді 1942 року затверджений 1-м секретарем Вінницького підпільного обкому КП(б)У, в квітні 1943 року направлений у німецький тил. З травня 1943 року був комісаром Вінницького партизанського з'єднання, яке з боями пройшло частину Білорусі, Сумську, Кам'янець-Подільську області та з січня 1944 року діяло на території Вінницької області. У 1944 році — начальник Вінницького обласного Штабу партизанського руху.
У квітні 1944 — травні 1945 року — 2-й секретар Вінницького обласного комітету КП(б)У.
З травня по липень 1945 року — 1-й секретар Вінницького обласного комітету КП(б)У.
У липні 1945 — квітні 1948 року — голова виконавчого комітету Вінницької обласної ради депутатів трудящих.
У 1949 — січні 1950 року — завідувач Кам'янець-Подільського обласного млинарського тресту.
11 січня 1950 — 23 грудня 1953 року — голова виконавчого комітету Проскурівської міської ради депутатів трудящих Кам'янець-Подільської області.
25 лютого 1954 — 1958 року — заступник голови виконавчого комітету Кам'янець-Подільської (Хмельницької) обласної ради депутатів трудящих — завідувач обласного відділу соціального забезпечення.
У 1958 — 27 грудня 1967 року — голова партійної комісії Вінницького обласного комітету КПУ (у січні 1963 — грудні 1964 року — Вінницького сільського обласного комітету КПУ).
З грудня 1967 року — персональний пенсіонер. Член Комісії у справах колишніх партизанів Великої вітчизняної війни 1941—1945 років при Президії Верховної Ради Української РСР. Помер у Києві у вересні 1987 року.
Автор книги спогадів «Рейд к Южному Бугу».

## Нагороди
- два ордени Леніна
- орден Трудового Червоного Прапора (26.02.1958)
- орден Червоного Прапора (2.05.1945)
- орден Богдана Хмельницького 1-го ст.
- орден Вітчизняної війни 2-го ст.
- медалі
- Почесна грамота Президії Верховної Ради Української РСР (18.05.1964)